# Сагындыков, Серик Канатбекулы
Серик Сагындыков (каз. Серік Қанатбекұлы Сағындықов; 9 января 1984) — казахстанский футболист, защитник клуба «Жетысу».

## Карьера
В начале спортивной карьеры входил в заявку «Кайрата» и «Жетысу», но на поле не выходил.
В 2002 году провёл 19 игр в составе «ЦСКА-Жигер» в первой лиге. В 2003 году дебютировал в Премьер-лиге в составе «Кайсара». 2004 год провёл в «Жетысу» Талдыкорган. В 2005 году играл в «Шахтёре» Караганда, в 2006 — снова в «Жетысу».
В 2007-08 годах играл за «Мегаспорт». В 2009 году — за петропавловский «Кызылжар». В 2010—2013 годах выступал за кызылординский «Кайсар». Чемпионат 2014 года провёл в клубе первой лиги «Спартак» Семей.
В 2015 году возвращается в «Жетысу».